# Индекс Винера
Индекс Винера (англ. Wiener index; число Винера, Wiener number) — топологический индекс неориентированного графа {\displaystyle G=\left\langle A,V\right\rangle }, определяемый как сумма длин кратчайших путей {\displaystyle d(v_{i},v_{j})} между вершинами графа:
{\displaystyle W(G)=\sum _{\forall i,j}d(v_{i},v_{j})}.
Может быть вычислен с использованием алгоритма Флойда — Уоршелла за время порядка {\displaystyle O(n^{3})}.
Предложен Харри Винером (англ. Harry Wiener) в 1947 году, является первым из известных графовых топологических индексов. Часто используется в математической химии и хемоинформатике при построении количественных корреляций «структура-свойство» для графов органических молекул, рассматриваемых без атомов водорода.
В 1988 году Бояном Мохаром (словен. Bojan Mohar) и Томашем Писански (словен. Tomaž Pisanski) был предложен эффективный алгоритм вычисления индекса Винера для деревьев.
Известны также различные модификации индекса, например, расширенный индекс Винера. 